# Чистопольская тюрьма
Чистопольская тюрьма (бывш. УЭ 148/Т-4) — тюрьма в Чистополе (Татарстан), одно из старейших пенитенциарных заведений в России.
С 2006 года (после значительной реконструкции) функционирует как региональный следственный изолятор № 5 с лимитом наполнения 522 человека. Это наиболее современный изолятор в Татарстане, он оснащён современными средствами охраны.

## История
Тюрьма построена в 1855—1857 годах. Первоначально предназначалась для содержания 350 заключённых. Использовалась также как пересыльная тюрьма для осужденных, этапирующихся в Оренбург и на Урал. Основной контингент — уголовники, срок осуждения которых не дотягивал до каторги.
Во время Гражданской войны тюрьма интенсивно использовалась и «красными», и «белыми». В 1918 году «белыми» был арестован чешский писатель и комиссар Ярослав Гашек; через несколько недель он смог вырваться из тюрьмы, выдав себя за другого человека.
В 1920-е и 1930-е годы чистопольский «исправдом» использовался как следственный изолятор.
Во время Великой Отечественной войны количество заключённых в тюрьме увеличилось до полутора-двух тысяч, в том числе за счет поволжских немцев и дезертиров. Высокая плотность заключённых способствовала массовым заболеваниям и смертности: только с ноября 1941 года по март 1943 года от болезней и голода умерли 1023 человека. Сразу после окончания войны тюрьма была переделана на психбольницу специального назначения.
В 1953 году тюрьма была воссоздана как тюрьма строгого и особого режима. Значительное количество заключённых составляли украинские националисты, в том числе отец, мать и сестра начальника контрразведки ОУН (б) Романа Шухевича.
С 1960 года основной контингент арестантов составляли уголовники, приговоренные к «особому режиму содержания».
В начале 1970-х тюрьма была перестроена ещё раз: категория «особого режима» была смягчена на «усиленный режим» (для ранее не судимых граждан, впервые совершивших тяжкие преступления). Для перевоспитания осуждённых в тюрьме стали интенсивно развивать производство. При тюрьме появились школа и ПТУ, а также новый жилой корпус, котельная и гаражи.

## Известные заключенные
За «антисоветские выступления» в чистопольской тюрьме содержались арестанты с конца 1970-х и до 1991 года. Среди известных заключенных:
- Марченко, Анатолий Тихонович — советский диссидент, умер в Чистополе в 1986 году.
- Морозов, Марк Аронович — советский диссидент, умер в Чистополе в 1986 году.
- Огурцов, Игорь Вячеславович — основатель ВСХСОН.
- Щаранский, Натан Борисович — впоследствии министр внутренних дел Израиля.
- Мейланов, Вазиф Сиражутдинович — советский диссидент, писатель.
- Сендеров, Валерий Анатольевич — советский диссидент, математик.
- Некипелов, Виктор Александрович — советский диссидент, правозащитник, поэт.
- Смирнов, Алексей Олегович — советский диссидент, правозащитник.